# Neurosis (banda de Colombia)
Neurosis o Neurosis Inc. es un grupo musical de thrash metal y death metal de Bogotá, Colombia. El grupo es liderado por Jorge Mackenzie desde su fundación el 1 de agosto de 1987. En 2017 la banda se disolvió debido a los desvaríos de su fundador, regresando a los pocos días para continuar con más shows en los bares de Bogotá. Sus dos primeros albumes titulados "Más Allá De La Demencia" y "Verdun 1916" representaron un hito en el Metal Colombiano. No obstante, las posteriores producciones de la banda evidencian un deterioro creativo a razón de la partida de los miembros originales, lo que dejó el control absoluto a Jorge Mackenzie, suponiendo así un cambio de directriz que no ha sido tan exitoso como el de otras bandas Colombianas. Además, la banda nunca ha podido conseguir una alineación estable posterior a esos dos primeros albumes. 

## Historia
La banda Neurosis fue conformada en Bogotá en 1987 por Jorge Mackenzie, exintegrante de Darkness. En un principio la banda interpretaba versiones de grupos como Slayer, Venom, o Kreator; sus primeros conciertos los realizaron en Bogotá a partir de enero de 1988. Luego la banda empezó a componer temas propios, de los cuales serían seleccionados algunos para grabarse en el demo Más allá de la demencia (mayo de 1991), editado en formato casete en 1991, del cual se vendieron mil copias. Este trabajo sería reeditado en 1997 en disco compacto.
Para 1993 Mackenzie asumió el liderazgo de la banda, pasando de tocar el bajo a la guitarra, y hubo otros cambios en cuanto a la alineación de la banda se refiere. En septiembre de 1994 preparó en los estudios Audiovisión la grabación del álbum Verdun 1916, editado en marzo de 1995 a través de Talismán Music, dando a conocer así el sonido de Neurosis dentro de la escena roquera subterránea de Colombia. Para esta época la banda inició un trabajo de difusión a través de giras por las principales ciudades del país, como Medellín, Cali, Bucaramanga, Tunja y Pereira. El álbum "Verdún 1916" se ratificó con la venta de dos mil copias, la rotación del videoclip "Verdun 1916" en el espacio Headbangers Ball de MTV Latino en el año 1996 y la circulación de sus grabaciones por los circuitos especializados de Europa, Estados Unidos y Latinoamérica.
Para marzo de 1996 Neurosis realiza su primera salida internacional a Quito (Ecuador), alternando con la banda mexicana de death metal Cenotaph ante unos 800 fanáticos. De regreso a Colombia, la banda comenzó a utilizar el nombre "Neurosis Inc", para diferenciarse de la Neurosis norteamericana. Con ese nombre ingresaron de nuevo a los estudios Audiovisión para grabar el álbum Karma (1996). Este trabajo se mezcló en Estados Unidos y salió al mercado en octubre de 1996. Se distribuyó en España, Japón, Argentina, Bélgica, Holanda, México, Ecuador, Perú y Bolivia. Nuevamente se inicia una gira nacional por las ciudades más importantes del país. Para este trabajo no se contó con la participación de Arley Cruz (vocalista), quien decidió dejar la banda días antes de entrar al estudio, por esta razón se invitó a participar a Andrés González. Ya para 1998 Neurosis Inc. planeó grabar un CD en vivo con canciones de todos sus trabajos anteriores. Este concierto se llevó a cabo el 5 de diciembre de 1998 en Bogotá con una alineación totalmente renovada. Se grabaron temas de toda la discografía de la banda y además se incluyeron 2 tributos :"Black Magic" de Slayer y "Ace of Spades" de Motorhead. Durante este año de 1998 Neurosis también tocó en el festival Rock al Parque junto a bandas como  Darma, Acutor, Infected, Purulent, Tenebrarum, Kilcrops, Atrium, Darkness, Criminal de Chile, Agony, Ethereal, La Pestilencia y A.N.I.M.A.L. de Argentina. También tocarían en Medellín con la banda Criminal de Chile. Al mismo tiempo Neurosis aparece en una recopilación en CD del sello canadiense "Impaler Records" con la canción "The White Man", extraída del CD "Karma". De este CD se repartieron 1000 copias alrededor del mundo para medios especializados en países tales como Italia, Rusia, Bélgica, Alemania, Suecia, Canadá, Estados Unidos y Colombia entre otros. 
En junio de 1999 sale el tercer trabajo de la banda titulado "Odas en Concierto" que, además de los 13 temas grabados en concierto, incluyó 4 pistas adicionales en estudio. En este mismo mes, ya con un amplio reconocimiento en su país, la banda emprende su primera gira suramericana "Perturbando el Continente 1999" entre el 28 de mayo y el 18 de julio, la cual abarcó 4 ciudades en Colombia, 2 en Ecuador, 3 en Perú, 2 en Bolivia, 1 en Chile y 1 en Argentina, algo jamás hecho por una banda de metal suramericana para ese entonces; fueron más de 20.000 km. recorridos por todo el continente, con un total de público asistente de 8.000 personas,  divididas en 10 presentaciones.  La gira duró casi dos meses y generó los mejores comentarios por parte del público y de los medios especializados. Prueba de ello son las entrevistas y comentarios muy favorables en los zines más importantes de los países visitados.
Luego de la gira suramericana, el grupo se reorganizó y celebró sus quince años de historia con una gira nacional. En ese mismo año la banda incluye a Germán Beltrán en los teclados y en julio se graban 4 temas, 3 propios de la banda y la canción "Children of the Grave" de Black Sabbath. Este trabajo sale bajo el título "The Trial" en un split CD con la banda Ritual (ahora llamada Soulburner) en junio del 2001. En el 2002 Neurosis realiza un nuevo video de la canción "The Trial", video realizado por Sergio Peña y que trata sobre el juicio de Núremberg a los nazis en 1946. También para conmerorar los 15 años de Neurosis, el sello "The Box Records" saca al mercado un CD titulado 15 años de guerra, con 14 temas remasterizados que además incluye 2 videos : "Verdun 1916" (rotado en MTV en 1996) y el antes mencionado video nuevo de la canción "The Trial". Cabe anotar que este CD viene en estuche de lujo y que los 14 temas contenidos en este CD van desde el Demo hasta "The Trial". Toda una antología. 
Para promocionar este CD Neurosis emprende otra exitosa gira nacional. La primera edición se agota rápidamente y el sello independiente "Eternal Night Records" reedita la segunda edición en mayo de 2003 con un arte de carátula mejorado. También se reedita el primer CD de la banda "Verdun 1916", este sale al mercado de nuevo en agosto de 2003. En esta nueva edición se incluye una pista adicional de la época "The White Man", se masterizan todos los temas, y además se edita con un nuevo arte mejorado. El sello encargado de editar este trabajo es "Viuda Negra Music". Para promocionar estos 2 trabajos Neurosis toca en Cali y en el II Festival "Ibagué Despierta al Rock" ante unas 5.000 personas. A la semana siguiente la banda toca en La Media Torta de Bogotá ante 7.000 personas con el fin de clasificar al IX Festival Rock al Parque. Neurosis clasifica entre las 14 bandas distritales a dicho Festival, adicionalmente, Neurosis es nominado en los Premios Shock de música a mejor agrupación de metal en Colombia, en los cuales queda en un meritorio segundo lugar. El 12 de octubre la banda hace una excelente presentación en el IX Festival Rock al Parque ante unas 80.000 personas, junto con las bandas Koyi K Utho, La Pestilencia De2 y Monstrosity de Estados Unidos. Luego durante la primera semana de noviembre Hamilton Castro (batería) y Jorge Mackenzie (guitarra), entran a los estudios Sirio Producciones de Bogotá a grabar el CD "Subversivos Espirituales". Jorge Mackenzie graba las guitarras, el bajo, los teclados y Hamilton Castro las baterías de los 11 temas (todas composiciones de Jorge) que contiene este trabajo. A comienzos de 2004 la banda es reestructurada y Diego Melo ingresa como vocalista a Neurosis; en mayo, es precisamente él quien graba las voces del CD "Subversivos Espirituales". En septiembre ingresan a la banda Gary Otero como guitarrista y Cesar Franco en el bajo. En diciembre ingresa de nuevo en la batería Hamilton Castro, quien se había ausentado de la banda durante todo el 2004 por motivos de salud y trabajo.
A comienzos de 2005 Neurosis firma contrato con el sello colombiano "Hateworks" quienes editan  "Subversivos Espirituales" y el cual fue además masterizado en los reconocidos estudios "Morrisound" en Tampa, Florida, Estados Unidos por Tom Morris. También con el objetivo de promocionar "Subversivos Espirituales", Neurosis graba un tercer video oficial del tema "Se Tú Mismo" que viene incluido como multimedia en este CD. El 17 de junio de 2005 fallece Hamilton Castro (batería) en un intento de robo. Este es un gran golpe para Neurosis, por todo lo que el representaba para la banda y también como persona y músico. Hamilton había ingresado a Neurosis en enero de 1999, su gran calidad como músico ha quedado plasmada en las baterías que el grabó para el CD "Subversivos Espirituales".
Hamilton Castro (q. e. p. d.) estuvo durante 7 años al lado de Jorge Mackenzie recorriendo Colombia y Suramérica (Gira de 1999), además de innumerables presentaciones en Bogotá, sumando un total de 50 conciertos juntos. Para poder continuar después de esta gran pérdida, Juan David Vélez (batería) ingresa a Neurosis. La banda también es nominada por segunda vez a los premios"Shock" 2005 como mejor 
banda de Colombia en la categoría de metal. El 30 de septiembre sale al mercado la reedición del demo "Mas Alla de la Demencia" (1991) con 4 pistas adicionales grabadas en concierto en enero de 1988, con todos los temas remasterizados y librillo interior que incluye fotos inéditas de la época. Esta reedición en CD es publicada por el sello "South American Records". Neurosis clasifica al XI Festival Rock al Parque ocupando el tercer lugar entre los 32 finalistas, realizando una poderosa presentación en dicho Festival ante unas 90.000 personas al lado de bandas nacionales tales como Ataque En Contra, HeadCrusher, Desecrate y Kraken Filarmónico, además de Siq (Ecuador), A.N.I.M.A.L. (Argentina), Apocalyptica (Finlandia) y Suicidal Tendencies (EE.UU.). En abril y mayo de 2006, Neurosis emprende la Gira "Destruyendo Creencias" Tour 2006, con la cual recorrieron ciudades de Colombia y 5 ciudades de Venezuela junto a la banda de metal Subconsciente de ese país. 
De regreso a Colombia, Neurosis sigue tocando en diferentes ciudades, en importantes eventos de metal en Bucaramanga, Rionegro, Cali y Bogotá. A comienzos de septiembre Diego Melo abandona la banda por diferencias personales y regresa a la banda Harold Escobar, quien había sido vocalista de Neurosis desde el año 2000 hasta finales de 2003. En noviembre, Neurosis es invitado a 3 importantes festivales en el país (Rock al Parque de Bogotá, Festival Internacional Altavoz de Medellín y Manizales Grita Rock de Manizales). En diciembre de 2006 Neurosis ingresa a estudios de grabación a grabar "MASTERS OF THRASH", en conmemoración a sus 20 años de carrera artística, y que sale al mercado el 16 de abril de 2007. Este CD se compone de 13 covers de bandas que han influenciado la carrera musical de Neurosis y un tema original de Neurosis titulado "La Marcha de los Rebeldes". En este CD participa Juan David Vélez en la batería, Harold Escobar en la voz, Jorge Mackenzie en las guitarras, bajos y teclados. Como músico invitado participa Tom Abella quien hace todos los solos de guitarra en este disco. En 2007 Neurosis es invitado a tocar al Festival Surmetalfest I en Cochabamba (Bolivia) y al Quitu Raymi Fest en Quito (Ecuador). Se reedita el primer CD de la banda "Verdun 1916" por el sello 
norteamericano Metal Till Death Records con un arte nuevo diseñado por el reconocido Chris Moyen (Sarcófago, Vital Remains, Incantation, Absu, Beherit). Neurosis gana el Premio "Subterranica Colombia 2007" a mejor banda de metal en el país gracias a las votaciones del público. A Jorge Mackenzie se le otorga el Premio Subterranica a "Toda una Vida Dedicada al Metal". En febrero de 2008 se publica el Tributo a Neurosis que lleva por título "Historia de una Rebelión" y donde 10 bandas colombianas rinden Tributo a Neurosis interpretando 10 temas diferentes de toda la discografía de la banda. Este disco es publicado por Deltarecords. Neurosis aparece en este CD con 2 nuevos temas en estudio como pistas adicionales, titulados "The Dreamer" y "War Messiah". 
En el 2009 la banda realiza una gira por Colombia, en la que se destacan las presentaciones en Rock al Parque, Bogotá; y la actuación en Bucaramanga, donde compartieron tarima con Hirax. Para el 2010 sale de la banda el guitarrista Gary Otero y lo reemplazaría Juan Camilo Revelo. Ese mismo año Jorge Mackenzie (guitarrista y compositor) se encuentra terminando de grabar un disco en estudio con 5 temas nuevos que llevaría por título "The Horror of Chernobyl", en el cual Jorge toma el papel de guitarrista, bajista y vocalista; y que salió en venta de septiembre de 2011. Durante todo este año (y hasta el 2012) Jorge Mackenzie hizo el papel de vocalista y la banda es invitada ese mismo año al festival Rock al Parque junto con las bandas Kilcrops, Sobibor, Darkness, Ethereal, Ursus, Entropía, Holocaust of Blood, Endark, Athanator, Destruction de Alemania y Overkill de Estados Unidos. En ese mismo año la banda vuelve a Ecuador, para presentarse en el festival Tributo al Lago San Pablo III. Para este mismo año la banda publica su segundo álbum en vivo llamado"Live Thrash Attack", el cual fue grabado en Bogotá, en el Teatro la Mama, durante el 2007. En el 2012 la banda ingresaría en el Diccionario de Heavy Metal Latinoamericano (editorial española) y el medio digital Fortín del Caballero le otorga a Jorge Mackenzie un reconocimiento por su aporte y trayectoria en el metal colombiano. Para el año 2013 Diego Salgado ocuparía el puesto de vocalista, ese mismo año a través del sello Sudaca Records reeditan en casete de forma limitada los álbumes "Verdún 1916", "Karma", "Odas en Concierto" y "15 Años de Guerra" y a través del sello Headless Cross Records publican un CD en vivo llamado "En vivo Medellín '95"; el cual contiene el audio de un concierto durante la gira promocional del álbum Verdún 1916. A finales del 2013 sale el guitarrista Juan Revelos y reingresa Gary Otero
En 2014 en conmemoración de los 20 años del álbum "Verdún 1916" se realizan dos conciertos junto con el vocalista Arley Cruz (el cual fue el vocalista de este álbum), el primero en el mes de febrero, y el otro en el mes de agosto, en la celebración de los 20 años del festival Rock al Parque, donde tocarían canciones de los trabajos discográficos "Más Allá De la Demencia" y "Verdún 1916", junto con los músicos Gary Otero (guitarra), Willian Suárez (bajo) y Sander Bermúdez (batería). Durante el festival la banda es homenajeada en el tributo "Show de Metal Bogotá" el cual tocó la canción "Verdún 1916" junto con Jorge Mackenzie y Sander Bermúdez. Para los shows restantes del año vuelve el vocalista Diego Salgado. sale el guitarrista Gary Otero y reingresaría Juan Revelos. Durante ese mismo año la banda confirmaría que está trabajando en un nuevo álbum el cual se llamaría "El Alamein".
Para el 2015 vuelve a la banda el vocalista Diego Melo; el cual grabaría las voces para el nuevo álbum. A mediados del 2016 reeditan en un digipack doble los álbumes "Karma" y "Odas En Concierto", a finales de ese año la banda fue invitada a tocar en el festival Nariño Vive Underground en el municipio de Ipiales y es invitada a tocar en Ecuador junto con Masacre. Para julio del 2016 la banda publica el álbum "El Alamien" en formato CD y LP a través del sello Viuda Negra Music. A finales de ese año telonearían el concierto de Destruction en Bogotá junto a las bandas Darkness, Kilcrops, Soulburner y Guerra Total.
En enero del 2017 Diego Salgao retomaría el puesto de vocalista, reeditan en vinilo y CD el demo "Más Allá de la Demencia" a través del sello Viuda Negra Music y fueron invitados a tocar en el concierto de Razor en Bogotá; este sería su primer concierto de la gira de los 30 años de la banda.

## Separación
El día 11 de abril de 2017, su líder Jorge Mackenzie comunica mediante su muro de Facebook el fin de la banda; con las siguientes palabras: 

He decidido retirarme de la música y acabar con Neurosis. No quiero profundizar demasiado en esto y les pido el favor de que no me vayan a escribir a preguntarme cosas ni tampoco quiero volver a contestar entrevistas. Quiero aclarar que SI estaremos tocando el 7 de mayo en Ozzy Bar en el Rock Stage Festival el cual se constituirá en nuestro último concierto y el de despedida. He solicitado al sello disquero Viuda Negra Music que me envíe un inventario de los discos de la banda que aún quedan en el mercado y de igual manera he manifestado que no deseo que se vuelva a editar ningún disco de la banda en el futuro, así que a los que de pronto les haga falta algún disco en su colección es mejor que lo adquieran ahora antes de que todo desaparezca. Agradezco a todas las personas, organizadores y medios que me brindaron su apoyo en estos largos 30 años muy duros durante los cuales sacrifiqué muchas cosas de mi vida. De igual manera a los pocos músicos (ingenieros de sonido que se dieron a conocer con la banda y roadies también) que pasaron por la banda y que no lo hicieron por dinero o por fama sino por la música y la oportunidad que se les pudo dar en su momento para su crecimiento espiritual y profesional. Durante un tiempo más mi facebook y el de Neurosis (y las otras redes sociales) seguirán funcionando mientras que se terminan de finiquitar algunas cuestiones relacionadas con la banda. Muchas gracias.
Jorge Mackenzie

Su concierto de despedida se realizó el 7 de mayo de 2017 en Ozzy Bar; en la ciudad de Bogotá; Colombia. No obstante, tiempo después Jorge Mackenzie anunció el regreso de la banda, dejando en claro con esto que la desmantelación de la misma había sido un lapsus producto de sus crisis neuróticas. El líder de Neurosis ha tenido inconvenientes comportamentales a lo largo de todo su recorrido artístico, llegando a ser tildado de loco, con lo que se ha granjeado una gran cantidad de enérgicos detractores. 

## Integrantes
En la actualidad Neurosis lo integran Jorge Mackenzie y músicos de sesión contratados para los conciertos.
En los inicios de la banda se destacaron otros integrantes de gran recordación en la escena roquera colombiana como el vocalista Arley Cruz, el guitarrista Francisco Nieto (fundador de La Pestilencia y posteriormente en La Derecha) y el baterista Mauricio Montoya "Bull Metal" (fundador de Masacre ya fallecido, reconocido por el lanzamiento del Bootleg de Mayhem titulado "Dawn Of The Black Hearts", pedófilo y lider de la secta LCC - Lobos En Contra De Cristo desde la cual pretendió en su momento asesinar a un grupo de sacerdotes catolicos haciéndoles llegar vinos envenenados).También se destacó el baterista Hamilton Castro, quien acompañó al grupo de 1999 hasta su muerte en 2005.

## Discografía

### Álbumes de estudio
- Más Allá de la Demencia. Mort-Discos, 1991
- Verdun 1916. Talismán, 1995
- Karma. Neuro Music, 1996
- Subversivos Espirituales. Hateworks, 2005
- Masters of Thrash. Neuro Music, 2007
- El Alamein. Viuda Negra Music, 2016

### Álbumes EP
- The Trial. Neuro Music, 2001
- The Horror Of Chernobyl. 2011
- Las Centurias de la Muerte. Viuda Negra Music, 2018

### Álbumes en vivo
- Odas en Concierto. Neuro Music, 1999
- Live Thrash Attack. DeltaRecords, 2011
- En vivo Medellín '95. Headless Cross Records, 2013
- Aniversario de "Verdun 1916", 2014

### Recopilaciones
- 15 años de Guerra. The Box Records, 2002
- Historia de una Rebelión (tributo + inéditas). DeltaRecords, 2008
- Digipack doble "Karma 1996 / Odas en Concierto 1999". Viuda Negra Music, 2015
- Más Allá de la Demencia. Viuda Negra Music, 2016

### Videoclips
- Verdun 1916 (1995)
- The Trial (2002)
- Sé tú mismo (2005)
- Código 666 (2015)